# Bankowość hipoteczna w Polsce
Bankowość hipoteczna w Polsce – zakres działalności banków hipotecznych w Polsce reguluje Ustawa z dnia 29 sierpnia 1997 r. o listach zastawnych i bankach hipotecznych, która ma charakter lex specialis wobec ustawy Prawo bankowe. Zgodnie z regulacjami krajowymi bank hipoteczny może zostać utworzony wyłącznie jako spółka akcyjna, a w jego nazwie musi znajdować się określenie „bank hipoteczny”. Nadzór nad bankami hipotecznymi sprawuje Komisja Nadzoru Finansowego.
W Polsce banki hipoteczne koncentrują swoją działalność na udzielaniu kredytów przedsiębiorstwom oraz na finansowaniu rynku nieruchomości komercyjnych. Środki na finansowanie działalności pozyskują zarówno z emisji hipotecznych listów zastawnych, obligacji, jak i za pośrednictwem kredytów. W listopadzie 2022 w Polsce działało 5 banków hipotecznych: ING Bank Hipoteczny S.A. (od 2018), mBank Hipoteczny (od 1999), Millennium Bank Hipoteczny S.A. (od 2021) Pekao Bank Hipoteczny (od 1999), PKO Bank Hipoteczny (od 2015).
Do grona banków hipotecznych w Polsce planował dołączyć Bank Zachodni WBK, który w marcu 2018 roku zapowiedział złożenie wniosku o wyrażenie zgody przez Komisję Nadzoru Finansowego na uruchomienie banku hipotecznego pod firmą BZ WBK Bank Hipoteczny S.A. z planowanym rozpoczęciem działalności w roku 2019. Do utworzenia banku jednak nie doszło, a 6 maja 2020 roku Santander Bank Polska SA zawiesił projekt utworzenia banku hipotecznego w strukturach grupy i wystąpił do Komisji Nadzoru Finansowego (KNF) z wnioskiem o zawieszenie postępowania w sprawie zezwolenia na utworzenie banku hipotecznego.
W latach 2000–2013 działał ING Bank Hipoteczny.